# Trehörningen (Lohärads socken, Uppland)
Trehörningen är en sjö i Norrtälje kommun i Uppland och ingår i Broströmmens huvudavrinningsområde. Sjön har en area på 0,191 kvadratkilometer och ligger 19 meter över havet. Sjön avvattnas av vattendraget Broströmmen.

## Delavrinningsområde
Trehörningen ingår i det delavrinningsområde (663590-164879) som SMHI kallar för Ovan 663767-164850. Medelhöjden är 26 meter över havet och ytan är 15,16 kvadratkilometer. Det finns inga avrinningsområden uppströms utan avrinningsområdet är högsta punkten. Avrinningsområdets utflöde Broströmmen mynnar i havet. Avrinningsområdet består mestadels av skog (85 procent). Avrinningsområdet har 0,43 kvadratkilometer vattenytor vilket ger det en sjöprocent på 2,8 procent.